# Arthur Lambourn

a Compétitions nationales et continentales officielles uniquement.

b Matchs officiels uniquement.
Dernière mise à jour le 15 février 2023.
Arthur Lambourn, né le 11 janvier 1910 à Maryborough (Australie) et mort le 24 septembre 1999, est un joueur de rugby à XV qui a joué avec l'équipe de Nouvelle-Zélande. Il évoluait au poste de pilier et de talonneur (1,78 m pour 83 kg).

## Carrière
Arthur Lambourn a commencé par représenter la province de Wellington en 1932. Il a disputé ensuite son premier test match avec l'équipe de Nouvelle-Zélande le 11 août 1934 contre l'Australie. Son dernier test match fut contre cette même équipe, le 13 août 1938. 

## Palmarès
- Nombre de test matchs avec les Blacks :  10
- Nombre total de matchs avec les Blacks :  40